# Chaunus diptychus
Chaunus diptychus là một loài cóc trong họ Bufonidae.
Nó được tìm thấy ở Paraguay và có thể Brasil.
Các môi trường sống tự nhiên của chúng là xavan khô, đầm nước ngọt, và đầm nước ngọt có nước theo mùa. Loài này đang bị đe dọa do mất nơi sống.